# Païta
Pour l’article ayant un titre homophone, voir Paita.
Païta (Pweyta en nââ drubéa) est une commune française de Nouvelle-Calédonie, située dans la Province Sud, sur la côte ouest de la Grande Terre. Elle fait partie du Grand Nouméa dont elle constitue la périphérie restée la plus rurale. L'aéroport international de Nouméa - La Tontouta est situé sur son territoire.
La commune fait partie de l'aire coutumière Djubéa-Kaponé.

## Étymologie
Le toponyme de « Païta » se prononce « pweyta » en langue nââ drubéa. Il a été choisi par l'arpenteur allemand Erlickt, agent de James Paddon, en 1859 pour désigner le village dit aussi « Paddonville ». Il s'agit par ailleurs d'un nom ou surnom fréquent dans la famille du chef Kuindo du clan dominant de la région, les Kambwa, et que ses descendants prennent comme patronyme après la création de l'état civil coutumier. D'après l'ethnologue Jean Guiart, « Pweyta est un terme de respect » désignant le chef. Une autre étymologie, jugée « fantaisiste » par Jean Guiart, est invoquée au XIXe siècle par le voyageur, géographe et naturaliste Charles Lemire, mais est reprise à la fin du XXe siècle par l'un des représentants de la chefferie traditionnelle Kambwa et dirigeant indépendantiste Gabriel Païta. L'appellation ferait alors référence à une altération de l'anglais « fight » en faïta, qui aurait été pris (ou donné) comme surnom par Kuindo. Gabriel Païta, un des descendants de ce dernier, cite ainsi les origines possibles suivantes pour ce nom : « Le nom de Païta serait une simple altération de pota (ou poïta), le mot qui désigne la rivière, et qu'on peut faire précéder, en signe de respect, de Tche, l'équivalent kanak du Tui de la noblesse tongienne ou d'autres particules Ti et Si ailleurs en Océanie. Pourtant [...] il pourrait également s'agir d'une prononciation déformée du verbe anglais to fight, puisque Paddon avait affublé Kwindo, l'ancêtre belliqueux, du sobriquet de "Jack fight". Le titre était sans doute mérité, car on ne capturait pas aisément Kwindo - littéralement "la sauterelle des joncs" -, un guerrier réputé insaisissable... ».

## Géographie
Couvrant 699,7 km2, elle est la douzième commune la plus étendue sur les 33 que compte la Nouvelle-Calédonie. Elle est bordée par les communes de Dumbéa au sud-est (séparée par le col de Katiramona et la rivière Dumbéa) et de Boulouparis au nord-ouest (au-delà du fleuve Tontouta), et, sur l'autre côte de la Grande Terre de l'autre côté de la Chaîne centrale, par Thio et Yaté. 
Le point culminant de la commune est le mont Humboldt qui atteint 1 618 mètres d'altitude, le second plus haut sommet de Nouvelle-Calédonie derrière le Mont Panié. Les contreforts de son massif et de celui du mont Mou voisin (1 219 m) s'étagent ensuite progressivement en plateaux et collines jusqu'aux plaines de Païta (moitié sud-est de la commune) et de Saint-Vincent (moitié nord-ouest, correspondant aux parties aval des vallées de La Tontouta et de La Tamoa), séparées l'une de l'autre par le col de la Pirogue. 
La géographie urbaine de Païta est paradoxale. D'une part le centre-ville de la commune (ancien village chef-lieu de la commune) s'est affirmé par d'importants travaux de « requalification » en 2006. Mais d'autre part, la croissance urbaine de la commune, la plus importante du Grand Nouméa avec 5,3 % de croissance annuelle, apparaît particulièrement peu maitrisée avec de nombreuses opérations de lotissements. Autour de la voie express n°2 Païta semble faire le pari, en ce XXIe siècle, de se bâtir autour de l'automobile, ce qui tend à l'éclatement des localisations de l'habitat. Toutefois, il convient de remarquer que la ville, avec l'ouverture de plusieurs zones industrielles, ne se complaît pas dans la fonction d'une cité purement résidentielle, avec notamment un ratio emplois/habitants de 0,7 bien supérieur aux autres communes périphériques de la capitale calédonienne. Toutefois, le développement urbain de la ville ne s'opère pas de façon à répondre à un objectif de maîtrise de l'étalement urbain par la constitution, pour le Grand Nouméa, d'une polycentralité, tel que décrit dans le Plan d'Aménagement et de Développement Durable de l'agglomération, en particulier, si le projet de liaison autoroutière entre Païta Nord et Tontouta venait à voir le jour.

### Climat
| Mois                                            | jan.          | fév.          | mars          | avril         | mai          | juin          | jui.          | août         | sep.         | oct.         | nov.         | déc.          | année      |
| ----------------------------------------------- | ------------- | ------------- | ------------- | ------------- | ------------ | ------------- | ------------- | ------------ | ------------ | ------------ | ------------ | ------------- | ---------- |
| Température minimale moyenne (°C)               | 21,7          | 22            | 21,5          | 19,6          | 17,6         | 16,1          | 14,4          | 14,3         | 15           | 16,8         | 18,7         | 20,3          | 18,1       |
| Température moyenne (°C)                        | 26,5          | 26,6          | 25,8          | 24,2          | 22,3         | 20,6          | 19,3          | 19,4         | 20,6         | 22,4         | 24           | 25,6          | 23,1       |
| Température maximale moyenne (°C)               | 31,3          | 31,2          | 30,2          | 28,8          | 26,9         | 25,2          | 24,2          | 24,4         | 26,3         | 28,1         | 29,4         | 30,9          | 28,1       |
| Record de froid (°C) date du record             | 14,7 16.1953  | 15,6 02.2014  | 12,2 30.1953  | 12 28.1960    | 9 18.1959    | 6,8 21.1957   | 6,4 27.1994   | 6,3 08.1957  | 7,8 03.1977  | 8,9 02.1990  | 10,7 10.1981 | 13,4 03.1974  | 6,3 1957   |
| Record de chaleur (°C) date du record           | 37,5 05.2002  | 37,9 03.2020  | 38,1 04.1997  | 35,7 02.1997  | 33,2 01.1957 | 33,2 05.2012  | 31,2 29.1998  | 31,1 09.1992 | 34,8 29.2010 | 35,1 30.2006 | 36,8 23.1995 | 37,5 30.2010  | 38,1 1997  |
| Ensoleillement (h)                              | 218,6         | 187,5         | 187,8         | 186           | 169,8        | 152,9         | 177           | 203          | 224,5        | 250,7        | 237,9        | 243,4         | 2 439      |
| Record de vent (km/h) date du record            | 35 13.1988    | 34 13.1981    | 43 14.2003    | 31,1 10.2017  | 26,2 02.2010 | 22 16.1996    | 22 28.2001    | 20 20.1989   | 20 20.1988   | 26 25.1997   | 21 22.2019   | 34 24.1981    | 43 2003    |
| Précipitations (mm)                             | 108,5         | 127,8         | 133,6         | 64,4          | 68,1         | 73            | 60,6          | 64,1         | 29,1         | 33,8         | 54,3         | 80            | 897,3      |
| Record de pluie en 24 h (mm) date du record     | 201,7 06.1957 | 222,1 26.1951 | 166,2 13.1995 | 167,7 07.1992 | 142 20.1986  | 138,4 27.1987 | 135,4 01.1951 | 123 13.2010  | 92,2 08.1967 | 90,4 13.1952 | 83,2 06.1984 | 171,7 24.1981 | 222,1 1951 |
| Nombre de jours avec précipitations             | 8,7           | 9,6           | 10,5          | 6,5           | 6,8          | 7,5           | 7,1           | 6,3          | 3,7          | 3,1          | 5            | 5,9           | 80,8       |
| dont nombre de jours avec précipitations ≥ 5 mm | 4,8           | 5,9           | 6,2           | 2,9           | 3,4          | 3,3           | 3             | 2,9          | 1,5          | 1,5          | 2,6          | 3,1           | 41,1       |

| Diagramme climatique                                  |             |               |              |              |            |              |              |            |              |              |            |
| J                                                     | F           | M             | A            | M            | J          | J            | A            | S          | O            | N            | D          |
| 31,321,7108,5                                         | 31,222127,8 | 30,221,5133,6 | 28,819,664,4 | 26,917,668,1 | 25,216,173 | 24,214,460,6 | 24,414,364,1 | 26,31529,1 | 28,116,833,8 | 29,418,754,3 | 30,920,380 |
| Moyennes : • Temp. maxi et mini °C • Précipitation mm |             |               |              |              |            |              |              |            |              |              |            |

## Histoire

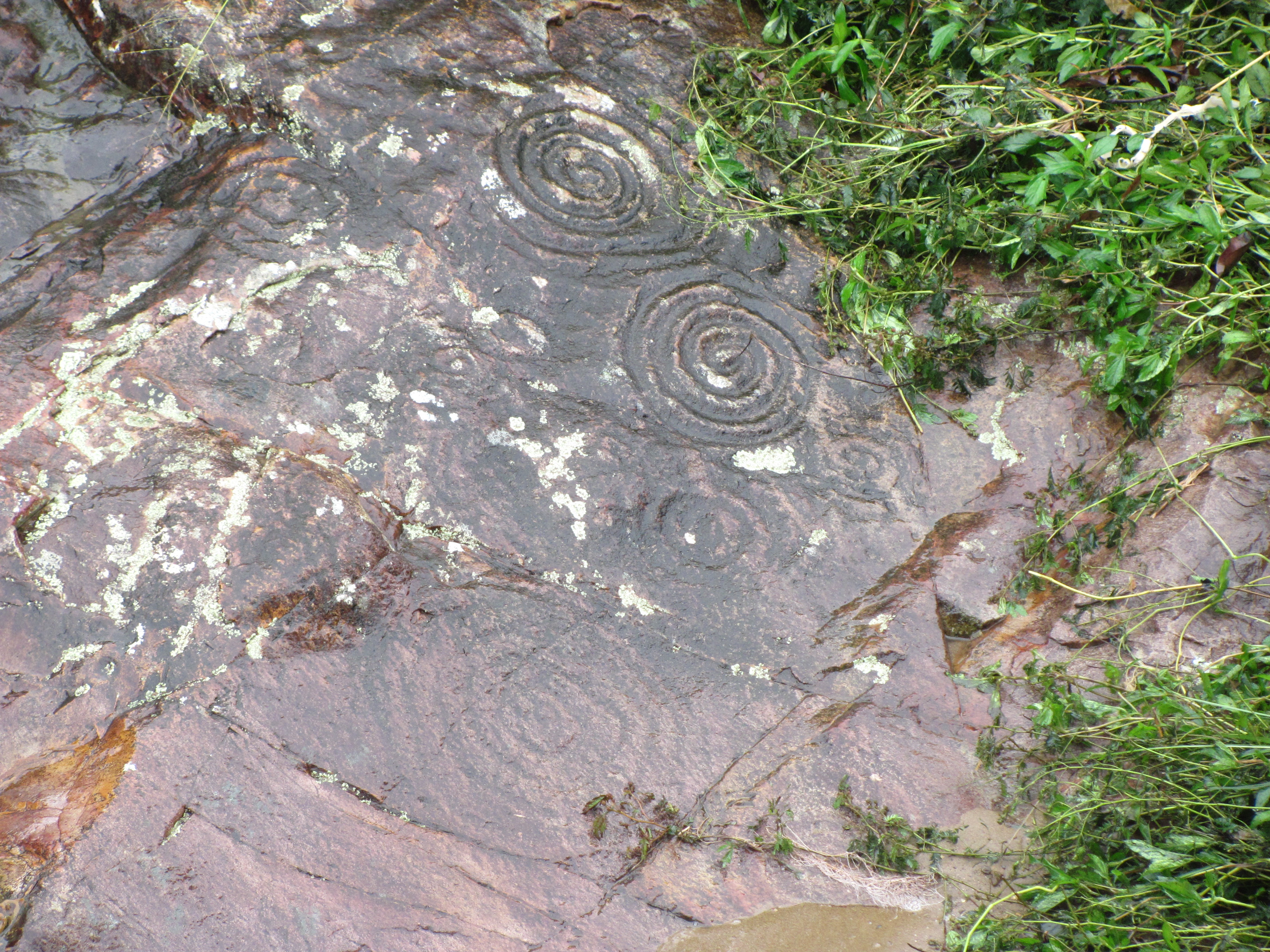
Pétroglyphes au col de Katiramona

### La période pré-coloniale
La présence de pétroglyphes (sculptures rupestres dont les formes géométriques, cruciformes ou animales stéréotypées restent un mystère pour les archéologues quant à leur signification) au col de Katiramona et de tumuli (vaste dômes de terre d'origine entourant une colonne de calcaire semblable à une sorte de « chaux », datés entre 3 000 et 10 000 ans avant nos jours et dont l'origine humaine suscite le débat au sein de la communauté scientifique), ainsi que les traces de tarodières au col de la Pirogue et à Bangou ou de billons d'ignames à l'entrée de l'actuel village-centre de Païta semblent témoigner d'un peuplement pré-colonial assez ancien. Le site de Naïa, situé sur le littoral de la commune, a donné son nom à deux types de poteries développées entre le début du Ier siècle av. J.-C. et l'arrivée des Européens aux XVIIIe et XIXe siècles (appelée d'ailleurs période de « Naïa Oundjo » par les historiens), dites 'Naïa I (poteries à anses retrouvées essentiellement dans le sud de la côte ouest entre Bourail et l'île Ouen dans des zones exclusivement littorales) et Naïa II (poteries de petite taille et à pustules localisées elles aussi essentiellement dans le sud, sur le littoral mais également à l'intérieur des terres). Les archéologues fixent aux environs de l'an 1000 la fixation définitive des principaux traits culturels de la civilisation kanak, qui a désormais profondément transformé le paysage de la région par la pratique de l'horticulture et la culture sur brûlis. Au XIIIe siècle, les organisations traditionnelles sont pleinement mises en place. Les hommes s'organisent en clans terriens, sous l'autorité de l'aîné de la famille aînée (« le frère aîné »), se regroupent en petits hameaux ou parfois en villages plus importants, et se répartissent entre clans de pêcheurs sur le littoral et clans de l'intérieur. 
À une période indéterminée, mais que la tradition orale fait remonter à plusieurs siècles avant l'arrivée des Européens (au moins 1572 selon le grand-chef Ignace Païta), un clan de guerriers, les Kambwa (ou Houassios ou Manangoes), probablement originaire du Nord de la Grande Terre, installe une chefferie fédérant les clans terriens préexistants selon des limites territoriales fluctuantes en fonction des identités et intérêts politiques des interlocuteurs mais comprenant toujours au moins l'actuelle commune de Païta : c'est la chefferie Kambwa Wécho Pweyta. Selon un membre de ce clan, Gabriel Païta : « Les Kambwa sont des Paicî dont la chefferie s'étend de Ouitchambo [sur le territoire de l'actuelle commune de Boulouparis] à l'île des Pins ; il leur a fallu mille ans pour venir de la vallée de la Tchamba [sur le territoire de l'actuelle commune de Poindimié]. Ils se sont mélangés à la population autochtone de la région de Nouméa, composée de petits hommes velus, à la peau rouge », appelés Tua en nââ drubéa ou Gorona en paicî. Pour un autre informateur Kambwa, Raymond Koindredi : « Le Kambwa, c'est un guerrier, c'est l'homme qui vient d'où, on n'en sait rien. On le fait venir de l'extrême nord, où il aurait traversé [la chaîne]. Parce qu'on trouve des termes de notre langue du côté de Pouébo, Touho. C'est une langue mère, une langue ancienne très difficile. À Canala, j'ai retrouvé aussi beaucoup de termes de la langue d'ici, des termes essentiels. [...] Ils arrivent, ils prennent ce qu'il y a à prendre, ce sont des soldats. Ce qui les intéresse, ce sont les soldats, pour le combat. Et puis après, ils regardent et permettent aux gens de rester sur leurs terres. Ils disent : "Quand on aura besoin de vous pour manger, pour nous aider, on vous appelle." C'est pour cela que les tribus d'ici ont toujours été bien traitées ». Enfin, pour la chefferie rivale sur les plans coutumiers et politiques des Kambwa depuis la fin du XXe siècle, les Morari du Mont-Dore : « La Dumbéa forme la limite du territoire des Kambwa. Ils sont à Païta ».

### Les Kanaks de Païta face à la colonisation

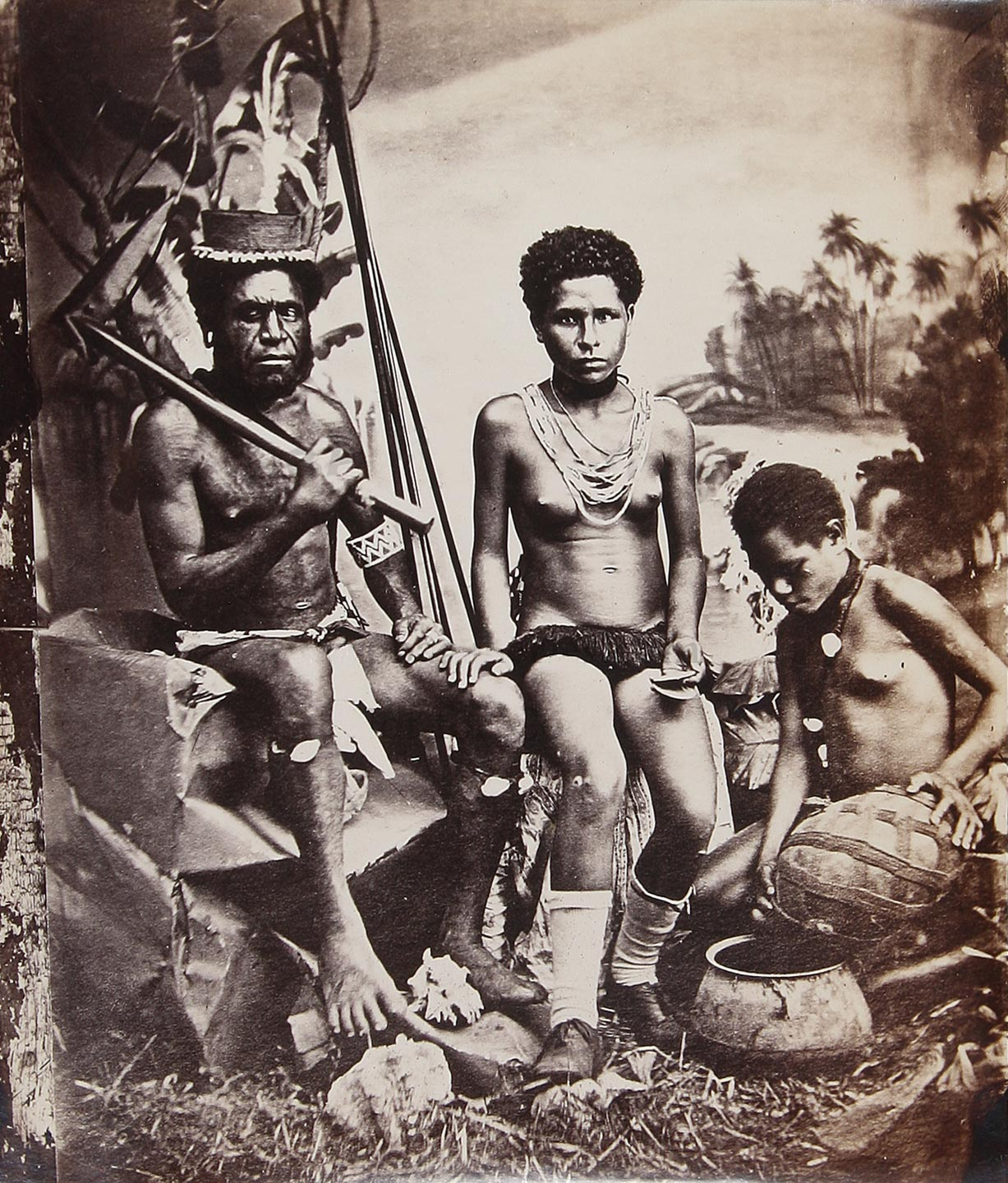
Le « Roi Jacques et sa Reine » (King Jacques and his Queen), photographiés par le météorologue anglo-australien Clement Lindley Wragge, au village mélanésien près de Saint-Vincent, à la fin du XIXe siècle.

Au moment de la prise de possession de la Nouvelle-Calédonie par la France en 1853, le chef des Kambwa et donc de leur territoire dans la région de Païta voire au-delà se dénomme Kuindo, surnommé « Jack » par les Anglais ou « Pweyta ». Son influence est reconnue par la tradition orale autant que par les récits des Européens contemporains. Après la fondation de Fort-de-France le 25 juin 1854, le capitaine de vaisseau Tardy de Montravel, qui recherche à définir des interlocuteurs mélanésiens capables de légitimer le contrôle français sur la région du nouveau chef-lieu colonial, reconnaît le 16 août 1854 « Quindoua » (Kuindo) comme « chef de la tribu de Numéa », en échange de quoi ce dernier « reconnaît et accepte librement la souveraineté de sa Majesté Napoléon III Empereur des Français sur la Nouvelle-Calédonie, et je m'engage en reconnaissance de la protection que m'assure ma nouvelle nationalité, à protéger et à faire respecter tout sujet français, ou autre étranger qui viendrait s'établir sur le territoire de ma tribu ou qui s'y trouverait accidentellement ». Pour autant, l'impossibilité d'une compréhension des concepts occidentaux induits par cette déclaration très différente des conceptions de l'autorité et de la propriété dans le monde kanak, provoque rapidement des heurts et des tensions entre le nouveau pouvoir colonial et les autorités coutumières traditionnelles. L’arrêté du 20 janvier 1855 du commandant pour la Nouvelle-Calédonie, Joseph du Bouzet, institue la propriété de l’État français sur toutes les terres, ce qui met le feu aux poudres. Kuindo mène une action militaire contre les Français entre 1856 et 1857, finalement réprimée. Le village servant de résidence à Kuindo, Samaté, est brûlé en mai 1857. Le 30 juillet 1857, le chef Kuindo se rend et livre ses deux fils, Pweyta et Baï, qui sont francisés (Louis et Alphonse) et éduqués à l’école indigène de Nouméa, avant de décéder respectivement le 6 novembre 1860 et le 5 septembre 1861. Kuindo est finalement tué en juin 1858, par des membres de sa tribu lui reprochant sa capitulation face aux Français et la vente de terres à la compagnie Vidal. 
D'autres soulèvements de clans mélanésiens sont par la suite réprimés, avec le soutien d'un autre chef de la région de Païta, Titema dit « Watton », ainsi que désormais des descendants de Kuindo qui prennent, après l'établissement de l'état-civil, le patronyme de « Païta », francisation du surnom de l'ancien grand-chef (Pweyta). Tout particulièrement, les chefferies de cette région ne participeront pas à la révolte d'Ataï de 1878. Au contraire, le gouverneur Jean Olry obtient, dès le 28 juin 1878, le ralliement de certains chefs tels que Chérika (de Païta).
L'administration coloniale met en place rapidement un statut de l'indigénat et une nouvelle organisation coutumière pour encadrer les populations mélanésiennes. La première réserve de l'archipel, dite des « Manangoës » (en référence à l'un des noms donnés aux Kambwa), est créée à l'intérieur du territoire de l'actuelle commune de Païta en 1868 : peuplée alors de 232 personnes, elle est composée de 100 hectares à Niaouni, de 817 hectares dans la presqu'île de Karikaté, de 707 hectares à La Tamoa, de 20 hectares de zone maritime pour la tribu de N'dé et de 100 hectares aux chefferies dont surtout à celle de « Watton » Titema. En tout, cela représente à peine 2,5 % de la superficie actuelle de la commune. À partir des années 1970 et 1980, la politique de rééquilibrage foncier menée notamment par l'Agence de développement rural et d'aménagement foncier (ADRAF) a permis de pratiquement tripler la taille des terres coutumières à Païta, qui atteignent en 2012 4 952 ha soit 7 % du territoire communal. Quatre entités administratives et territoriales appelées « tribus » ou « chefferies » sont créées sur ces réserves, toujours existantes aujourd'hui, dont deux dans les contreforts de la Chaîne ou à l'intérieur des plaines (Bangou et Saint-Laurent au col de la Pirogue) et deux en plaine ou région littorale (Naniouni et N'Dé). Enfin, par un arrêté du 27 octobre 1889, portant sur « l’organisation indigène » en application du décret du 18 juillet 1887 (qui marque le début du régime dit de l’Indigénat), les quatre tribus sont placées sous l'autorité des chefs Païta, descendants de Kuindo et réfugiés au col de la Pirogue. Par l'article 19 de la décision gouvernatoriale n°840 du 8 août 1898, cette « chefferie Païta » devient un des districts coutumiers (ou « grande chefferie ») créés à cette occasion, le district de Païta, divisé en quatre tribus, structure qui a perduré jusqu'à aujourd'hui. 
Les Mélanésiens de Païta sont également évangélisés dans la religion catholique avec la fondation d'une mission de la Société de Marie en 1865. La même année, une première école des Frères maristes est créée à Païta pour accueillir les enfants des tribus avoisinantes. Cette école est transférée à Yahoué, vers le Mont-Dore en 1883. Cette année, s'ouvre à Païta, dans les locaux d'une ancienne usine à sucre, le « pensionnat Saint-Léon », confié également aux Frères maristes pour l'éducation des enfants pauvres européens et une minorité de Mélanésiens. Un grand séminaire y est également implanté. Enfin, s'y ajoute l'école primaire Sainte-Marie, où vont essentiellement les garçons kanaks, à partir de 1912 (devenue l'école Luc-Amoura en 1962), ou l'école publique qui s'ouvre surtout à des filles mélanésiennes, à la demande du grand-chef Marc Païta, en 1947. La mission catholique prend une influence considérable sur les populations mélanésiennes et contribue à la formation des premières élites politiques Kanaks qui s'intégreront dans les institutions après l'abolition du régime de l'Indigénat en 1946. C'est à Païta que sont organisées les trois premières assemblées générales (le 18 mars 1947, en mai 1948 et en septembre 1949) de l'Union des indigènes calédoniens amis de la liberté dans l'ordre (UICALO), une association politique créée alors sous l'égide des missions catholiques pour défendre les intérêts des Mélanésiens et limiter la montée de l'influence auprès d'eux du Parti communiste calédonien (PCC). L'UICALO, son équivalent protestant, l'Association des indigènes calédoniens et loyaltiens français (AICLF), et des descendants d'Européens (dont le maire de Païta à partir de 1967, Raymond Hénin) s'unissent en 1953 pour créer l'Union calédonienne (UC), un parti autonomiste et pluriethnique qui va dominer la vie politique néo-calédonienne jusqu'en 1972. Les tribus de Païta sont régulièrement des lieux de réunion pour ce mouvement. Le séminaire de Saint-Léon de Païta est le lieu d'étude de nombreux dirigeants kanaks ou métis d'après-guerre qui contribueront ensuite à structurer la revendication identitaire puis indépendantiste : Jean-Marie Tjibaou, Éloi Machoro, François Burck ou Gabriel Païta.

### La colonisation de peuplement
Après la prise de possession de l'archipel par la France, Païta devient le lieu des premières expériences de colonisation de peuplement libre. Ainsi, dès 1857, James Paddon, négociant et aventurier britannique, reçoit - en échange de sa propriété de l'île Nou dans la rade de Nouméa (alors encore Port-de-France) qu'il a vendu (40 000 F) à l'État français pour que celui-ci y construise une partie des infrastructures pénitentiaires du bagne - 4 000 hectares de terres à culture à Païta, dans les bassins réunis des deux rivières Karikouié et Katiramona avec une bande de terrain étroite allant jusqu'à la baie de Dumbéa. Le contrat prévoit qu'il y fasse venir 22 « individus mâles de race blanche » et leurs familles, ils seront finalement 18 à recevoir une concession dans ce qu'on appelle alors « Paddonville », en deux vagues successives. Les cinq premiers chefs de famille, à majorité d'origine allemande et ayant transité par l'Australie, signent leur contrat le 17 mars 1859 et arrivent par le Speck le 23 mai 1859 avec leurs épouses et enfants, soit en tout dix adultes et quatre enfants : il s'agit du Wurtembergeois Anton (ou Antoine) Metzger (1830-1926) et de ses deux beaux-frères Karl (ou Charles) Gaërtner (1861-1951) et M. Human, le Hambourgeois Henrich Ohlen (décédé en 1869) et l'Anglais de Manchester Thomas Lynch (décédé en 1917). Il faut y ajouter les huit enfants Martin (5 garçons, dont 3 auront une descendance et 2 verront leur famille faire souche), neveux de James Paddon que celui-ci a fait venir de Portsmouth et dont deux (Horatio John puis, après sa mort sans descendance en 1884, Augustus) hériteront à son décès de sa propre concession. Les autres familles sont les : Abel, Alfort, Ambrose, Blair, Dotson, Gottlieb, Heister, James, les frères Riese, Sleath, Thorburn. Ils pratiquent une agriculture essentiellement maraîchère, une expérience dans la canne à sucre étant vite abandonnée. Mais les conditions difficiles poussent certains d'entre eux à repartir pour l'Australie (les Human, Alfort, Ambrose, Blair, Dotson, Gottlieb, Riese, Sleath ou Thorburn), d'autres à s'installer au chef-lieu (Gaërtner, les Ohlen dès la génération des enfants du pionnier),,. En dehors de « Paddonville », un des anciens employés de Paddon, le Chinois Jemmy Song (né vers 1831, décédé à une date inconnue), ancien berger et intendant du négociant, obtient quant à lui une concession à Tongouin, un peu plus au nord de Païta. 
Quelques années plus tard, Timothée Cheval (1814-1881), d'origine normande et jusqu'alors restaurateur avec son frère Hippolyte à Sydney, vient tenter sa chance en Nouvelle-Calédonie au début des années 1860 et reçoit, par décret du gouverneur daté du 28 novembre 1861, 1 500 hectares (au fil des défrichages et des acquisitions, la propriété atteindra les 1 800 hectares) à La Tontouta, à charge par lui d'y introduire 6 à 8 colons européens, 100 bêtes à cornes, 16 juments et un étalon. Les candidats arrivent d'Australie par La Gazelle le 18 juillet 1862 : parmi eux essentiellement trois Irlandais originaires du Comté de Clare, James Daly (1832-1900), James O'Donoghue (1804-1883, le beau-père d'Hippolyte Cheval), Camille Hoff (né en 1834 à Paris mais marié à une nièce de James O'Donoghue et Patrick MacMahon, Anny Moloney), Patrick MacMahon (1821-1910), Michael Hugues, Patrick Munen, ainsi que les dénommés O'Connel et Ralph. Il faut également citer Fanny Austin, veuve d'un certain M. Unger, venue avec ses deux fils, ou encore le frère de Timothée, Hippolyte Cheval, venu le rejoindre en 1866. 
Comme pour l'expérience Paddon, certains de ces colons quitteront la Nouvelle-Calédonie sans y faire souche (les Munen, O'Connell, Ralph notamment), d'autres iront s'installer à Nouméa (Hippolyte Cheval dès 1871, les Unger et les Daly). Parmi les autres pionniers installés individuellement on peut citer Pierre Soulard (puis ses descendants) à La Tamoa à partir de la fin des années 1860. Beaucoup de ces exploitations vont être durement éprouvées par la révolte kanak de 1878 du grand-chef Ataï. Quoi qu'il en soit, une école laïque s'ouvre en 1864 suivie de l'école des Frères et d'une mission catholique en 1865, puis une commission municipale (ancêtre d'un conseil municipal, composée de trois conseillers élus par les citoyens français et désignant en leur sein un président, parfois appelé par abus de langage « maire ») est créée à Païta en 1870 sur la partie sud de l'actuelle commune et essentiellement en regroupant les concessions de l'ancienne « Paddonville », tandis que la moitié nord dite « Saint-Vincent » est dotée à son tour d'une telle institution de 1879 à 1934, date à laquelle elle est englobée dans la juridiction de celle de Païta.

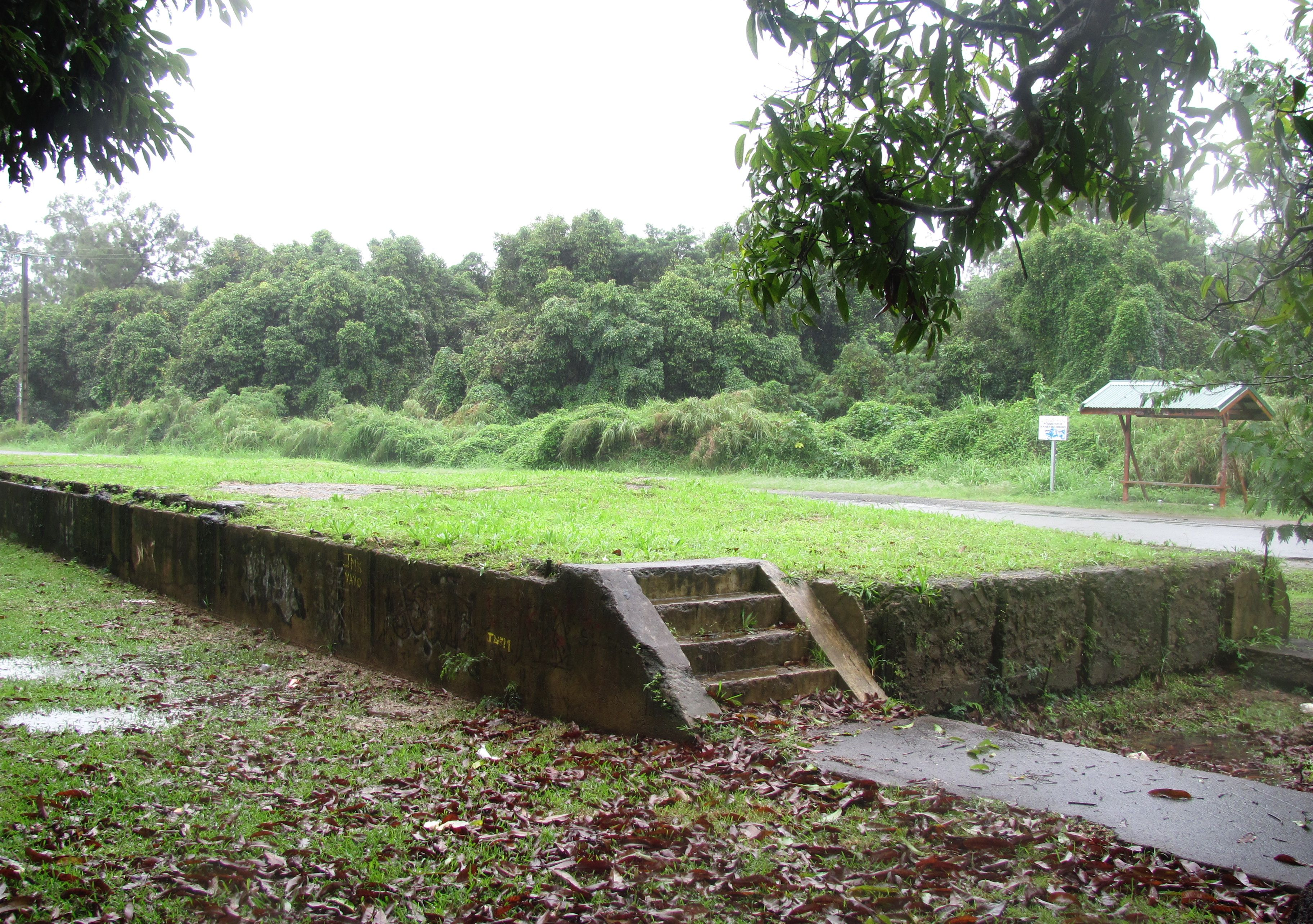
L'ancienne gare

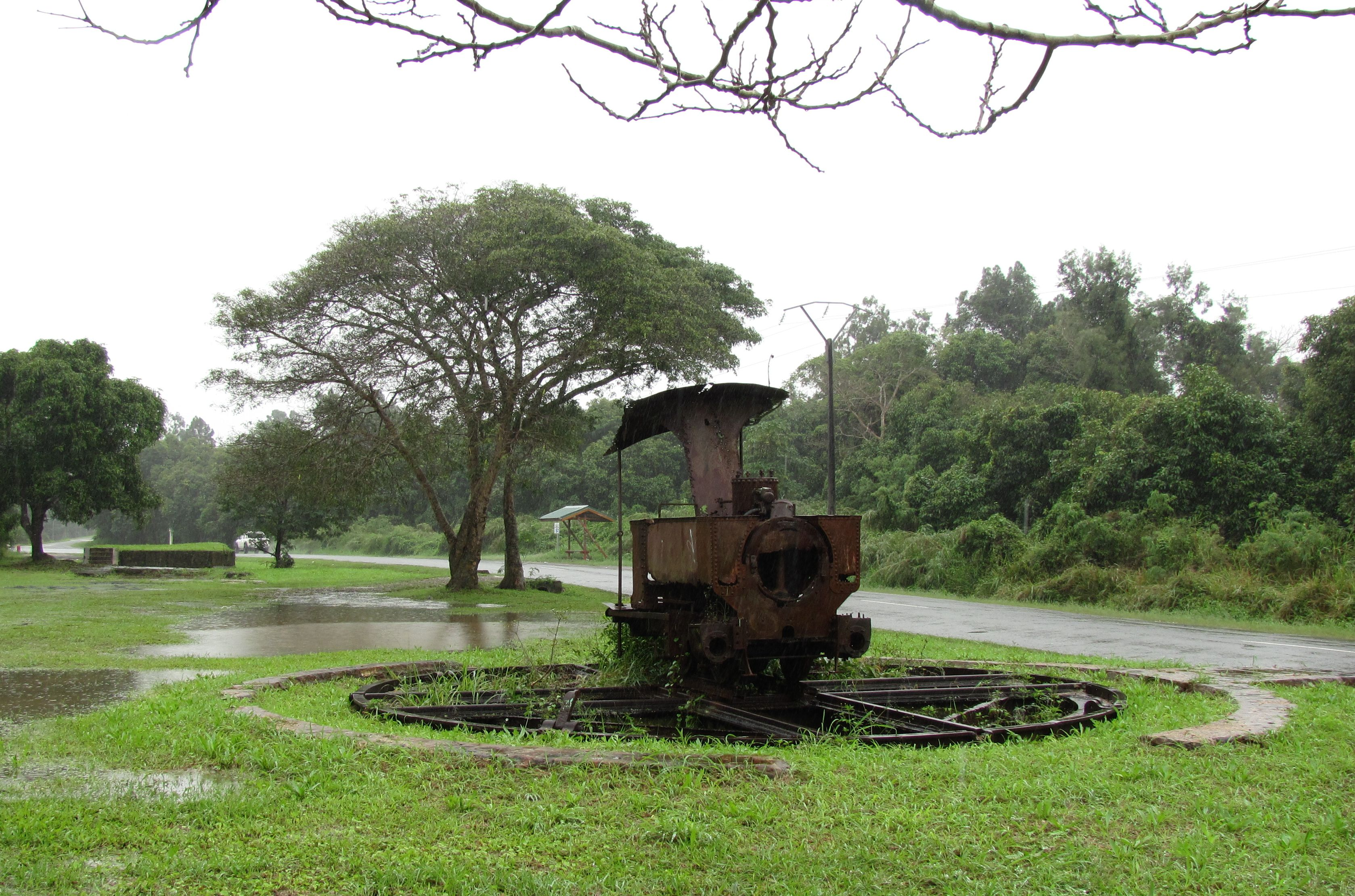
Locomotive du Petit Train

Dans le même temps, des Transportés détenus aux camps dits Mathy et Schiele servent de main d'œuvre essentielle pour le développement de la future commune de Païta : construction de routes la reliant au chef-lieu, de ponts, lutte contre les nuisibles qui menacent les récoltes (notamment les sauterelles), construction de bâtiments publics ou religieux (dont l'église de Païta de 1876 à 1887) ou bien des services administratifs. Libérés, ils deviennent pour beaucoup ouvriers agricoles au service des propriétaires terriens de la région, si bien qu'en octobre 1902 on compte encore 121 libérés et relégués y travaillant. L'arrêt du bagne voit cette main d'œuvre agricole être progressivement remplacée par les travailleurs sous contrats vietnamiens, indonésiens ou japonais, et, ponctuellement, au moment des récoltes, par les Kanaks des tribus. L'exploitation du charbon de bois, l'extraction du nickel ou du chrome dans la vallée de la Tontouta à partir des années 1920 et la mise en service de 1914 à 1939 du « Petit Train » (ligne de chemin de fer inaugurée en 1904 pour sa première portion entre Nouméa et Dumbéa, et prolongée de 1910 à 1914 jusqu'à Païta) assurent un certain essor au village, même si l'exploitation du train est vite déficitaire, faute d'une clientèle suffisante, du coût des matières premières dues à la Première Guerre mondiale et à la concurrence de plus en plus forte de l'automobile. 
Pendant la Seconde Guerre mondiale, Païta se fait remarquer en étant le point de ralliement des Caldoches majoritairement favorables à la France libre contre le gouverneur Denis qui, pour sa part, a pris parti pour le régime de Vichy. Il sera finalement obligé de fuir pour être remplacé par le gaulliste Henri Sautot dès le 13 septembre 1940. Deux ans plus tard, lorsque les forces américaines débarquent sur l'île pour organiser la défense du Pacifique sud contre l'avancée japonaise, ils installent leur principal aérodrome sur le territoire de la commune, à Tontouta, ancêtre de l'actuel aéroport international.

### Païta contemporaine
En 1946, le séminaire de Païta prend de l'ampleur.
Après la guerre, et tout particulièrement à partir des années 1960, Païta bénéficie de l'activité générée par l'aéroport, de l'immigration continue de Wallisiens et Futuniens - qui forment aujourd'hui la seconde communauté de la municipalité, suivant de peu les descendants d'Européens (« Caldoches ») et devençant les Kanaks - et de l'expansion urbaine du Grand Nouméa. Païta est en effet la dernière commune en date à avoir été atteinte, après le Mont-Dore et Dumbéa, et est actuellement celle qui connaît la plus forte croissance démographique (6,7 % par an en moyenne entre 1996 et 2004). L'étalement du bâti s'est surtout fait sous la forme de lotissements d'habitats individuels se développant en « doigt de gant » le long de la voie express n°2 (ou Savespress, voie rapide ouverte en 1979 pour relier Nouméa à Païta plus rapidement que la sinueuse RT 1 qui passe à l'intérieur des terres et doit ainsi traverser plusieurs cols), avec les logements sociaux de Julisa ou les résidences pavillonnaires de Savannah, Val Boisé, Beauvallon et Naïa, dans la partie orientale. Païta voit sa commission municipale remplacée par un conseil municipal en 1961 pour devenir une commune à part entière selon le droit français par la troisième loi dite Billotte de 1969, au même titre que toutes les autres anciennes commissions municipales.

## Administration

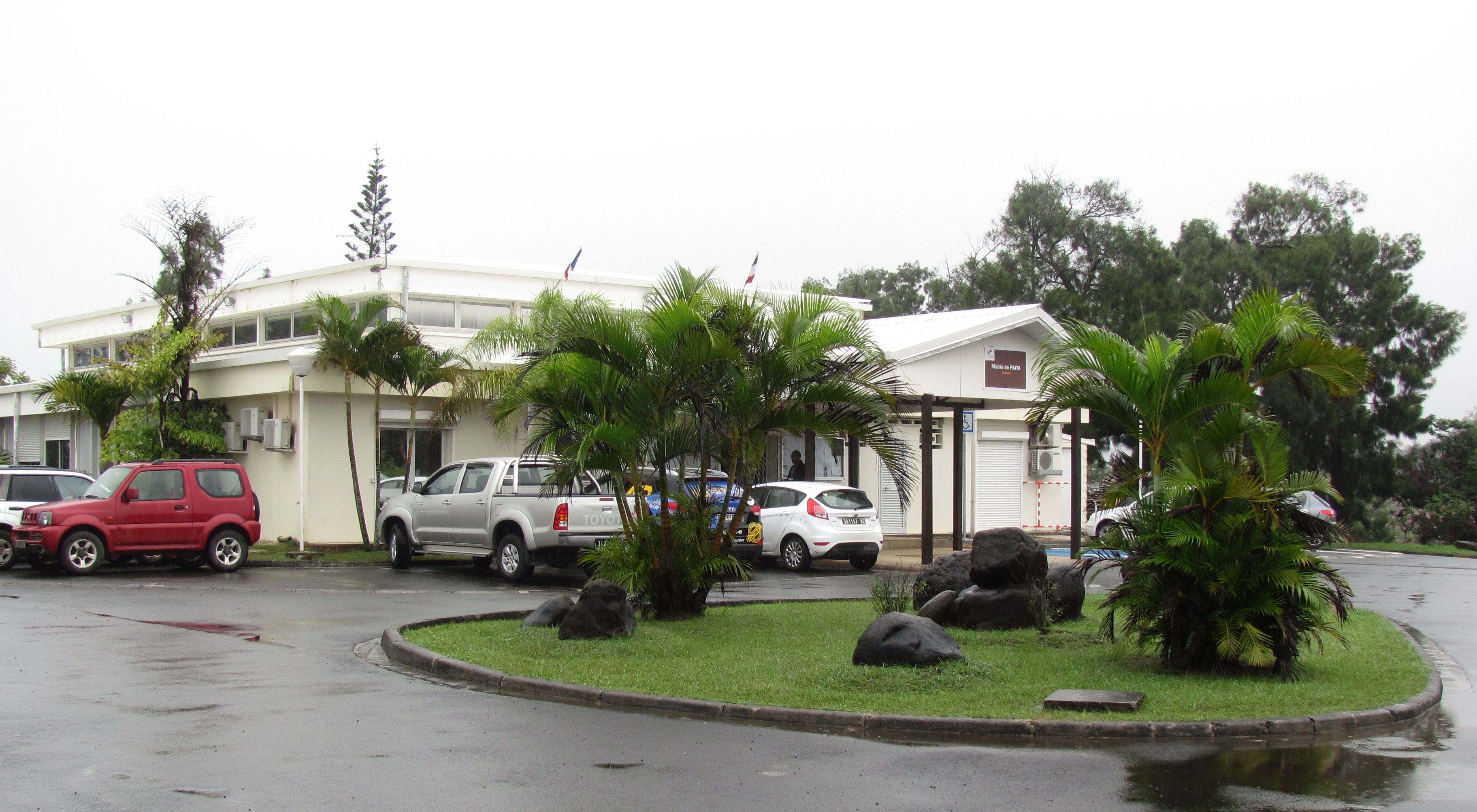
Mairie de Païta

Païta est l'une des 33 communes de Nouvelle-Calédonie. Son conseil municipal est composé de 33 membres élus, comme tous les conseillers municipaux français, pour un mandat de 6 ans au scrutin proportionnel de liste à deux tours. Le conseil désigne ensuite en son sein un maire et neuf adjoints. L'actuel maire est Willy Gatuhau du parti loyaliste Les Républicains calédoniens depuis le 7 février 2019, ancien 1er adjoint et dauphin de Harold Martin, élu pour la première fois en 1995 sous les couleurs du Rassemblement pour la Calédonie dans la République (RPCR), le parti historique loyaliste, puis réélu en 2001 comme divers-droite contre le candidat officiel de son ancien parti, en 2008 sous les couleurs de l'Avenir ensemble, mouvement d'opposition au Rassemblement qu'il a contribué à créer en 2004 et qu'il préside de 2004 à 2008 et de 2009 à 2017. Il a été réélu en 2014 sous les couleurs d'une alliance, le Front pour l'unité, unissant l'Avenir ensemble au Rassemblement-UMP notamment. Harold Martin a également été président du Congrès de 1997 à 1998, de 2004 à 2007 et de 2009 à 2011, et président du Gouvernement local de 2007 à 2009 et de 2011 à 2014. 
| Période                                  | Période                  | Identité             | Étiquette                              | Qualité                                                                                                |
| ---------------------------------------- | ------------------------ | -------------------- | -------------------------------------- | --- |
| 1961                                     | 1967                     | Robert Abel          |                                        | |
| 1967                                     | 1983                     | Raymond Hénin        | UC puis FNSC                           | |
| 1983                                     | 1995                     | Ronald Martin        | RPCR                                   | |
| 1995                                     | janvier 2019 (démission) | Harold Martin        | RPCR puis DVD puis AE puis LR puis LRC | Président du Congrès Président du gouvernement de la Nouvelle-Calédonie Président de l'Avenir ensemble |
| 7 février 2019                           | 2024                     | Willy Gatuhau        | LRC                                    | Ancien directeur de cabinet                                                                            |
| 3 juin 2024                              | En cours                 | Maryline d'Arcangelo | LRC                                    | Ancienne première adjointe                                                                             |
| Les données manquantes sont à compléter. |                          |                      |                                        | |

## Démographie
L'évolution du nombre d'habitants est connue à travers les recensements de la population effectués dans la commune depuis 1956. À partir de 2006, les populations légales des communes sont publiées annuellement par l'Insee, mais la loi relative à la démocratie de proximité du 27 février 2002 a, dans ses articles consacrés au recensement de la population, instauré des recensements de la population tous les cinq ans en Nouvelle-Calédonie, en Polynésie française, à Mayotte et dans les îles Wallis-et-Futuna, ce qui n’était pas le cas auparavant. Ce recensement se fait en liaison avec l'Institut de la statistique et des études économiques (ISEE), institut de la statistique de la Nouvelle-Calédonie. Pour la commune, le premier recensement exhaustif entrant dans le cadre du nouveau dispositif a été réalisé en 2004, les précédents recensements ont eu lieu en 1996, 1989, 1983, 1976, 1969, 1963 et 1956.
En 2019, la commune comptait 24 563 habitants, en augmentation de 19,15 % par rapport à 2014 (Nouvelle-Calédonie : +0,98 %).
| 1956  | 1963  | 1969  | 1976  | 1983  | 1989  | 1996  | 2004   | 2009   |
| ----- | ----- | ----- | ----- | ----- | ----- | ----- | ------ | ------ |
| 1 397 | 1 903 | 2 522 | 3 407 | 4 834 | 6 049 | 7 862 | 12 062 | 16 358 |

| 2014   | 2019   | - | - | - | - | - | - | - |
| ------ | ------ | - | - | - | - | - | - | - |
| 20 616 | 24 563 | - | - | - | - | - | - | - |

## Tribus
- Aire coutumière Djubéa-Kaponé
  - District Païta : Bangou, Col de la Pirogue-St Laurent, Naniouni, N'de

## Économie
Véritable « porte de la Brousse » (nom donné à la partie rurale de la Nouvelle-Calédonie, en dehors de la zone urbaine du Grand Nouméa), Païta voit son activité économique fortement orientée vers l'agriculture. Ainsi, sur 2 142 établissements inscrits au Répertoire d'identification des entreprises et des établissements (RIDET) pour la commune au 30 septembre 2008, 440 (20,54 %) se situent dans les secteurs de l'agriculture, de la chasse, de la sylviculture, de la pêche et de l'aquaculture. Le premier domaine d'activité économique reste toutefois la construction en raison de l'urbanisation galopante, avec 461 entreprises recensées (21,52 %). 
Les Fraisiers de Païta, créée en 1993 à l'entrée du village, s'est fait connaître pour sa production de fraises, fruit exotique pour la population locale. Elle s'est depuis diversifiée dans la culture d'autres fruits non tropicaux, tels que la pêche ou la framboise, et leur transformation (confitures, fruits confits notamment),. Point de départ de la « Zone industrielle et artisanale » (Ziza) de Païta, les Fraisiers sont rejoints en 2001 par la Maison Ridolfi, déjà réputée des consommateurs néo-calédoniens pour ses liqueurs et spiritueux, qui fonde en 2008 la première conserverie de fruit du Territoire. Paita est une commune pionnière dans d'autres cultures, ainsi la SCA COTEAU DES LACS située à la Tamoa a mis en place les premières cultures d'asperges, de raisins de table et de légumes en culture biologique.
C’est en 2014 que André Ouin crée le couteau  : Le Païta. Il répond à la demande de la commune pour célébrer la 20e Fête du Bœuf. Ce passionné de couteau, situé dans la Ziza de Païta, propose dans son atelier un couteau magnifique, de région, symbole du pays et de ses traditions. Enfin la Nouvelle-Calédonie et notamment la commune de Païta détient son couteau officiel comme Laguiole ou le Thiers pour la région Auvergnate.  
Sur le plan de l'élevage, Païta est le site d'implantation depuis 1985 de l'un des deux abattoirs de l'Office de commercialisation et d'entreposage frigorifique (OCEF, organisme territorial de régulation des marchés agricoles, et particulièrement de l'élevage, qui détient le monopole de l'achat aux producteurs, de l'importation, de la mise en traitement et de la vente aux détaillants des viandes et des pommes de terre), d'une capacité annuelle de 1 500 tonnes (l'autre abattoir, situé à Bourail, a un rendement possible de 4 000 tonnes). Les animaux élevés comprennent essentiellement les porcs, les bœufs et les lapins (60 % du cheptel néo-calédonien). La « fête du Bœuf », qui a lieu chaque année le troisième ou quatrième dimanche d'octobre depuis 1995, est l'occasion d'une foire commerciale où sont présentés des productions locales (essentiellement autour de la viande bovine, la spécialité restant les testicules de veau marinées et grillées ou encore le veau entier tourné à la broche) et d'un rodéo.  
L'aquaculture de la crevette est également en plein développement, avec deux fermes (Aquamon et Gwenguy) et une écloserie (de Montagnès). La ferme Aquamon, l'une des plus anciennes de Nouvelle-Calédonie (en 1983), avec 42 ha et une production de 137 tonnes en 2006 (7,4 % de l'ensemble de la production néo-calédonienne), était alors la cinquième exploitation de ce type sur le Territoire. Plus récente, car fondée en 2004 à partir de la cession de l'un des bassins d'Aquamon, celle de Gwenguy a un rendement encore plus faible et est entièrement destinée au marché local. Pour sa part, l'écloserie de Montagnès était la seconde de l'archipel en 2005 avec 43,3 % de la production de post-larves. 
Preuve de l'importance de Païta dans l'organisation agricole de la Nouvelle-Calédonie, la station expérimentale de Port-Laguerre y est implantée au pied du col de la Pirogue. Elle comprend : le Service des Laboratoires officiels Vétérinaires, Agroalimentaires et Phytosanitaires (LNC) de la Direction des affaires vétérinaires, alimentaires et rurales (DAVAR) du Gouvernement, le Conservatoire de l'igname (centre d'expérimentation chargé de sélectionner les meilleurs variétés pour la production et la consommation et de multiplier ces variétés, de développer des techniques modernes et d'étudier la possibilité de conserver des produits pour une mise en marché en contre-saison), une station zootechnique (élevage et saillies), notamment.   

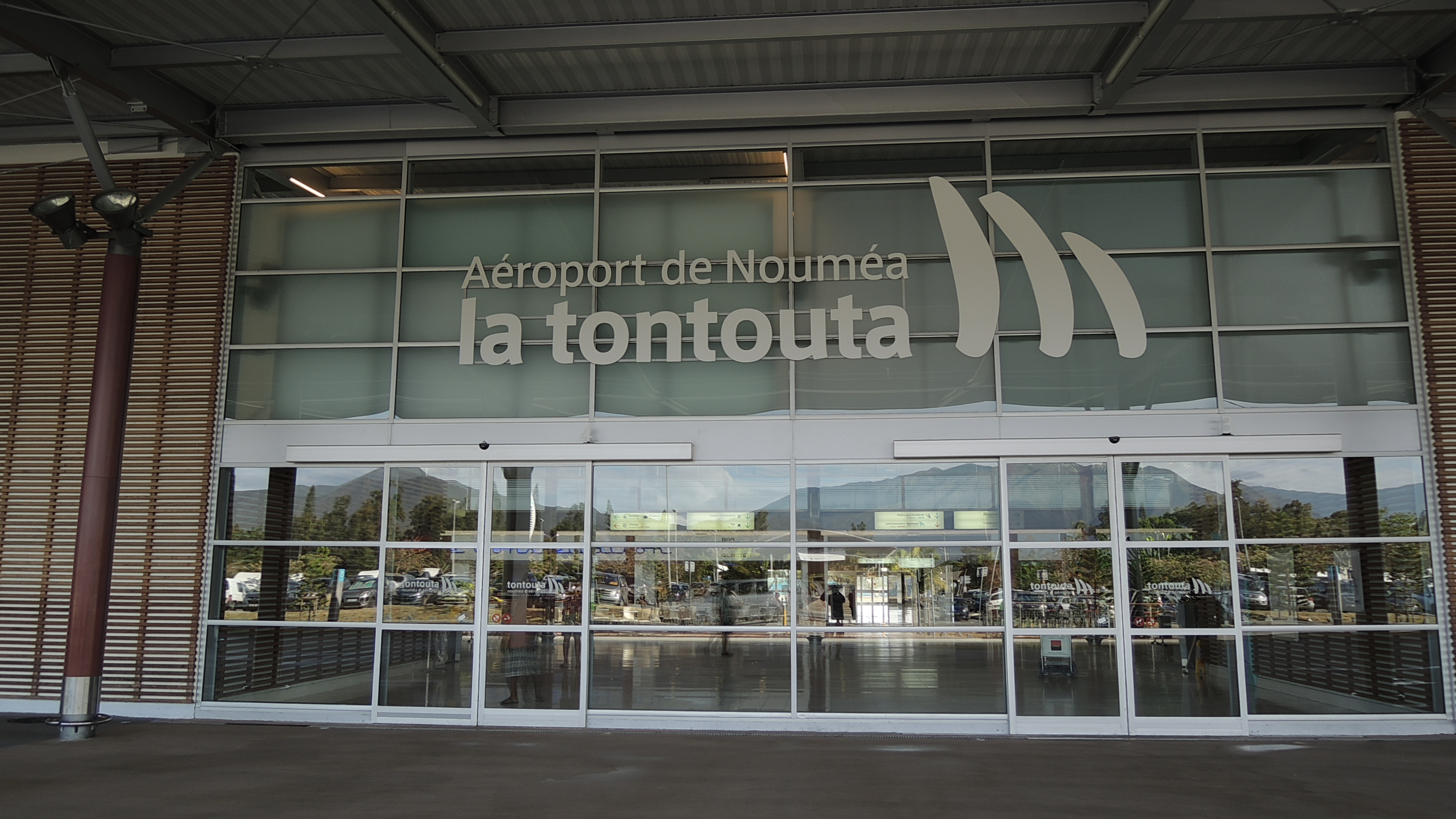
L'entrée de l'aéroport international de Nouméa - La Tontouta, l'un des principaux pourvoyeurs d'emplois de la commune.

Sur le plan du secteur tertiaire, l'aéroport international de Nouméa - La Tontouta est un important pourvoyeur d'emplois : le personnel aéroportuaire comportait ainsi fin 2011 56 employés de la Chambre de commerce et d'industrie (CCI) auxquels s'ajoutaient les 37 pompiers du Service de sécurité incendie et sauvetage (SSIS), les 164 collaborateurs de l'entreprise d'assistance aéroportuaire Cofely Airport Pacific (CAP, nom pris en 2011 par l'ancien Tontouta Air Service ou TAS à la suite de son rachat par Cofely), les agents des douanes (le bureau de Tontouta et la brigade de surveillance externe, dite BSE, de La Tontouta), de la police aux frontières ainsi que les salariés des entreprises, commerces et services partenaires (une boutique de souvenirs servant également de tabac-presse, six sociétés de location de voitures, une maison artisanale de fabrication et vente de colliers et bouquets floraux, un restaurant et un snack-bar en zone sous douane et deux magasins hors-taxes, un comptoir de change géré par la banque locale BCI, les services de transport touristique).
À noter aussi que le seul cimetière animalier et le seul centre d'incinération pour animaux se trouvent sur cette commune.
Le maintien d'activités propres à la commune permet de limiter encore les forts mouvements pendulaires d'actifs que connaissent les deux autres communes de la périphérie du Grand Nouméa, Dumbéa et le Mont-Dore. Ainsi, le ratio emplois/actifs occupés était encore de 0,7, soit le plus fort de l'agglomération après celui de Nouméa (qui s'établit alors à 1,26), tandis que le parc d'entreprises de la commune a augmenté de 53,9 % entre 2004 et 2008. Cela a été favorisé par l'aménagement, le long de la voie express n°2 et en face de la Ziza, de deux nouveaux parcs d'activité à la fin des années 2000 et au début des années 2010 : la « Zone industrielle et commerciale » (Zico) est entrée dans sa phase active à la fin de l'année 2008 et accueille 76 lots allant de 25 ares à 1,5 hectare et comprenant des entreprises (surtout de construction), des services (dont deux banques, ce qui n'était pas le cas de la Ziza) et des commerces (dont un centre commercial avec supermarché) ; la Zipad, aménagée entre 2010 et 2013, comprend 95 lots allant de 20 ares à 15 hectares, dont la future usine de production de boissons et siège social de la Société Le Froid sur le plus grand lots, 93 lots destinés à des industries, d’une surface comprise entre 20 ares et 1,4 hectare (dont 5 lots à vocation commerciale et de restauration), et 1 lot commercial d'environ 6 hectares. Ces trois parcs d'activité (Ziza, Zico et Zipad) ont vocation à devenir un futur technopôle. La gestion du développement urbain à Païta demeure actuellement caractéristique d'une absence de maîtrise de l'urbanisation entraînant l'étalement urbain de l'agglomération.

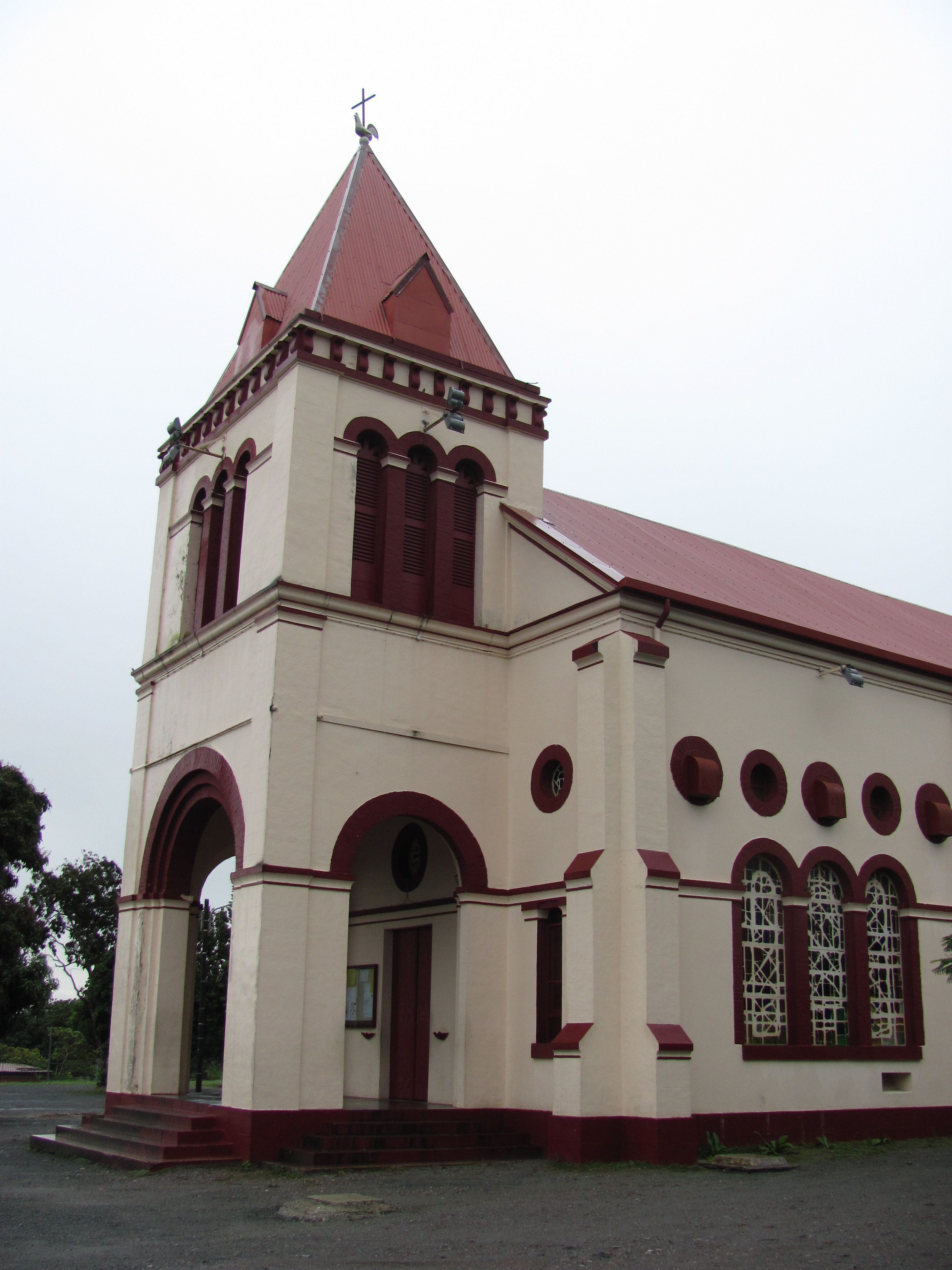
L'église de Païta, construite grâce à la main d'œuvre pénale de 1876 à 1887.

## Culture locale et patrimoine

### Lieux et monuments
- Église du Sacré-Cœur de Païta.
- Église Saint-Michel de Tontouta.
- Chapelle Sainte-Thérèse de Tomo.